# Commissariat général à l'Égalité des territoires
Le commissariat général à l'Égalité des territoires (CGET) est un service d’administration centrale créé le 31 mars 2014 et remplacé en 2020 par l'Agence nationale de la cohésion des territoires (ANCT).

## Historique
Le projet de création du CGET résulte de la volonté de rendre plus cohérente l'action territoriale de l'État central, de « rompre avec une approche sectorielle des politiques publiques pour privilégier une réflexion transversale » par la réunion des moyens de la politique de la ville et de l'aménagement du territoire. Sur le plan politique, cette ambition est plus particulièrement portée au sein du gouvernement par Cécile Duflot, alors ministre de l’Égalité des territoires et du Logement. L'agence nationale pour la rénovation urbaine (ANRU) n'en conserve pas moins son autonomie administrative.
Il résulte de la fusion de trois entités : la délégation interministérielle à l'aménagement du territoire et à l'attractivité régionale (DATAR), le secrétariat général du comité interministériel des villes (SG-CIV) et l'agence nationale pour la cohésion sociale et l'égalité des chances (ACSé),. Schématiquement, le SG-CIV et l'ACSé ont été fusionnés au sein d'une même direction de la Ville et de la Cohésion urbaine (DVCU), tandis que la direction des Stratégies territoriales (DST) et la direction du Développement des capacités des territoires (DDCT) nouvellement créées émanent plutôt de la DATAR. La fusion n'en a pas moins mené à la mutualisation de certains services, notamment au sein de la DST et du secrétariat général. Fin 2014, les trois directions sont réunies pour la première fois au sein des mêmes locaux voisins de la tour Pleyel, à Saint-Denis.
Après quelques années d'exercice, le commissariat est vertement critiqué par un rapport sénatorial de mai 2017, qui déplore « l’échec du CGET,  une  fusion davantage portée par des impératifs de rationalisation des moyens et par des débats  théoriques  de  structures  et  de  compétences,  plutôt  que  par  une volonté d’agir réellement sur les modalités concrètes d’action en faveur d’un développement équilibré du territoire ». Cette même année, le CGET déménage pour s'installer dans l’ensemble Fontenoy-Ségur, dans le 7e arrondissement de Paris, avec les autres services du Premier ministre.
Depuis le 1er janvier 2018, le CGET est rattaché administrativement au ministre chargé de l’Aménagement du territoire et de la ville et non plus au Premier ministre.
La mesure fait suite à la décision du président de la République et du Premier ministre de donner pleine responsabilité aux ministres sur les services contribuant directement aux objectifs relevant de leurs compétences, selon le CGET. Sa gestion administrative sera donc assurée par le secrétariat général du ministère de la Cohésion des territoires, et une période transitoire est prévue pour garantir la continuité des fonctions supports.
En 2019, les agents du CGET sont transférés à la nouvelle agence nationale de la cohésion des territoires, à l'exception des agents assurant les fonctions relatives à l’élaboration et au suivi de la politique de l’État en matière de cohésion des territoires. Le principe d'une fusion de l'aménagement du territoire et de la politique de la ville au sein d'un même organisme d'État central pourrait être remis en cause,.

## Mission
Les missions affectées au CGET par le décret du 31 mai 2014 sont les suivantes :
- concevoir, préparer et mettre en œuvre les politiques nationales de la ville et d'égalité des territoires dans le but de renforcer les capacités et la cohésion sociale et économique des territoires tout en favorisant leur transition écologique et énergétique ;
- évaluer les politiques publiques en matière d'égalité des territoires ;
- veiller au développement de la participation citoyenne et à l'association des représentants locaux dans l'élaboration des politiques et programmes ;
- coordonner « l'utilisation des fonds structurels européens et d'investissement » ainsi que « la préparation et le suivi des instruments contractuels de mise en œuvre de la politique d'égalité des territoires associant l’État et les collectivités territoriales » ;
- assurer « la tutelle de l'Agence nationale pour la rénovation urbaine, et la cotutelle de l'établissement public national d'aménagement et de restructuration des espaces commerciaux et artisanaux, de l'établissement public d'insertion de la défense et de l'Agence française pour les investissements internationaux » ;
- proposer et exécuter l'affectation des crédits de la politique de la ville et du Fonds national d'aménagement et de développement du territoire ;
- assurer la préparation ou le secrétariat du comité interministériel à l'égalité des territoires, du comité interministériel des villes, du Conseil national à l'égalité des territoires, du Conseil national des villes et du Conseil national de la montagne.

## Organisation
Le décret de création du CGET et un arrêté disposent que celui-ci doit être composé de la manière suivante :
- une « direction de la ville et de la cohésion sociale » reprenant les missions du  secrétariat général du Comité interministériel des villes et de l’Agence nationale pour la cohésion sociale et l’égalité des chances ;
- une « direction des stratégies territoriales » chargée de l'observation, l'analyse, l'étude et la prospective, notamment via les observatoires des territoires[12] et de la politique de la ville[13] ;
- une « direction du développement des capacités des territoires » chargée du volet « égalité des territoires » ;
- un secrétaire général ;
- trois missions :
  - les affaires européennes,
  - la contractualisation et les partenariats territoriaux,
  - la coordination de l'action interministérielle et sectorielle.

## Succession des commissaires généraux
| Identité                                   | Période          | Période          |
| Identité                                   | Début            | Fin              |
| ------------------------------------------ | ---------------- | ---------------- |
| Par intérim : Éric Delzant (d)             | 3 avril 2014     | 1er juin 2014    |
| Marie-Caroline Bonnet-Galzy (d)            | 1er juin 2014    | 1er juillet 2016 |
| Jean-Michel Thornary (d)                   | 1er juillet 2016 | 6 septembre 2017 |
| Jean-Benoît Albertini                      | 6 septembre 2017 | 23 avril 2018    |
| Serge Morvan (d),                          | 23 avril 2018    | 2 août 2019      |
| Par intérim : François-Antoine Mariani (d) | 2 août 2019      | 27 octobre 2019  |
| Yves Le Breton (d)                         | 28 octobre 2019  | 31 décembre 2019 |

## Exemple de production
Pour aider à mieux prendre en compte le développement humain et soutenable à l'échelle des régions françaises, le CGET a publié une application régionale des dix nouveaux indicateurs de richesse instaurés par la loi du 13 avril 2015. À partir de 2016, ces dix nouveaux indicateurs doivent être pris en compte dans la définition des politiques publiques, pour analyser et comparer les régions en complément de l'indicateur produit intérieur brut (PIB) ; ainsi, ces nouveaux indicateurs régionaux abordent l’emploi, l'investissement, la soutenabilité financière, la santé, les inégalités, la qualité de vie, l'éducation, le climat et la biodiversité.
Dans un premier temps, si l'indicateur national n’est pas déjà en vigueur à échelle régionale, un indicateur proche est proposé.
Il est prévu que ces nouveaux indicateurs régionaux soient annuellement mis à jour (et éventuellement complétés par d’autres).